# 1,5-Naphthylendiamin
1,5-Naphthylendiamin ist eine chemische Verbindung aus der Gruppe der Aminobenzole und Naphthalinderivate.

## Gewinnung und Darstellung
1,5-Naphthylendiamin kann durch Reduktion von 1,5-Dinitronaphthalin oder Ammonolyse von 1,5-Dihydroxynaphthalin gewonnen werden.

## Eigenschaften
1,5-Naphthylendiamin ist ein brennbarer, schwer entzündbarer, luftempfindlicher, dunkelgrauer Feststoff mit charakteristischem Geruch, der praktisch unlöslich in Wasser ist. Er zersetzt sich bei Erhitzung.

## Verwendung
1,5-Naphthylendiamin wird mit Phosgen zu 1,5-Naphthalindiisocyanat umgesetzt, das ein Rohstoff für Polyurethan-Elastomere ist. Es ist ein wichtiger Rohstoff und Zwischenprodukt für die organische Synthese, Pharmazeutika, Agrochemikalien und Farbstoffe.

## Sicherheitshinweise
1,5-Naphthylendiamin ist aufgrund erhöhter Tumorinzidenzen bei Ratten und Mäusen als krebserzeugend Kategorie 2 eingestuft.